# Künstlerviertel Zittau

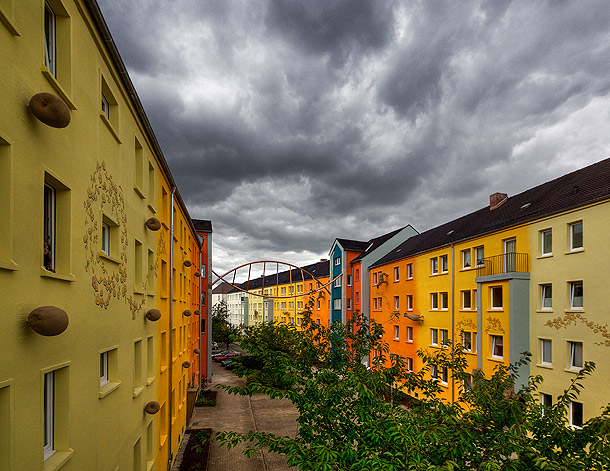
Künstlerviertel Zittau 2010

Das Künstlerviertel Zittau, auch bekannt unter dem Projektnamen Mandauer Glanz, ist ein Wohngebiet in Zittau im äußersten Südosten Sachsens im Dreiländereck Deutschland-Polen-Tschechien. Es ist das flächenmäßig größte Pop-Art-Viertel Deutschlands.

## Lage
Das Künstlerviertel liegt in der Innenstadt Zittaus und wird im Norden durch die Grüne Straße und im Osten durch die Rosenstraße begrenzt.

## Entstehung
Das Künstlerviertel wurde Anfang 2009 konzipiert. Die Sanierungsmaßnahmen wurden durch den Berliner Projektentwickler Sparkling AG unter der Leitung der Architektin Conny Gloger umgesetzt. Ziel war neben der Modernisierung von sechs DDR-Plattenbauten aus den 1980er Jahren die Aufwertung eines Stadtquartiers im historischen Stadtkern Zittaus auch als Tourismusmagnet. 10.000 m² Wohnfläche mit insgesamt 180 Wohnungen sind bis Ende 2010 saniert worden. Nach anfänglicher Skepsis wurde das Künstlerviertel von der Bevölkerung angenommen. Nach anfänglichem Leerstand von 66 Prozent bei Beginn der Sanierungsmaßnahmen ist das Künstlerviertel fast vollständig vermietet.
Das Projekt wurde auch mit Mitteln des Europäischen Fonds für regionale Entwicklung (EFRE) finanziert.

## Kunst am Bau
Die Idee und die Umsetzung von Kunst am Bau im Künstlerviertel stammen vom Bildhauer Sergej Alexander Dott. Er realisierte an den Gebäudefassaden eine Phantasiewelt. Kunst solle als Katalysator wirken und das Gebiet attraktiver machen. Als Tor zur historischen Innenstadt Zittaus wirkt ein 16 Meter überspannender goldfarbener Torbogen in Form einer DNA-Doppelhelix.
Die von Dott geschaffenen Motive sind vielfältig: an der Hauswand spielende Kinder, Blumenmuster, keltische und ägyptische Zeichen sowie Skulpturen aus Engeln und Schafen. Frische und kräftige Farben sowie verschiedene Figuren und Symbole spiegeln die Leichtigkeit der neuen Gestaltung des Viertels wider. Damit soll die Verbindung zwischen Mensch und Natur verdeutlicht werden.
Der Bildhauer Sergej Alexander Dott gestaltete bereits andere Gebäudefassaden, wie die „Kuuuhnst-Fassade“ in der Berliner Kollwitzstraße und fünf große Wohnblocks mit auffälliger Installationskunst bei Projekt „Obersteiner Weg“ in Berlin-Weißensee.

### Rezeption
Der  Oberbürgermeister der Stadt Zittau, Arnd Voigt, äußerte sich 2010 wie folgt zum Künstlerviertel Zittau:

„Die Verwirklichung des Kunstprojektes eröffnet nachhaltige Entwicklungschancen für das innerstädtischen Wohnquartier. Das äußere Erscheinungsbild hat eine enorme Wandlung erfahren und dazu beigetragen, dass der bisher nicht gerade attraktive Innenstadtbereich Rosenstraße / Grüne Straße wieder mehr Zuspruch bei den Bewohnern findet sowie ein neuer touristischer Anziehungspunkt zu werden scheint. Das nun sichtbare Ergebnis des mutigen und nicht ganz unumstrittenen Projektes zeigt, dass auch in historischen Städten Experimente gelingen können.“